# Dotdash Meredith
Dotdash Meredith, tidigare About.com och Dotdash, är en amerikansk webbplats för information och upplysning. Sidan är på engelska och riktar in sig på amerikanska besökare. Sidan ägs av The New York Times Company.